# Girolamo Simoncelli
Pour les articles homonymes, voir Simoncelli.
Girolamo Simoncelli (né en 1522 à Orvieto, en Ombrie, Italie, alors dans les États pontificaux, et mort le 24 février 1605 à Rome) est un cardinal italien du XVIe siècle et du début du XVIIe siècle. Il est le  petit-neveu du pape Jules III.

## Biographie
Girolamo Simoncelli est créé cardinal par le pape Jules III lors du consistoire du 22 décembre 1553. Il est nommé évêque d'Orvieto en 1554 et administrateur en 1570.
Le cardinal Simoncelli participe au premier conclave de 1555, lors duquel Marcel II est élu, au deuxième conclave de 1555 (élection de Paul IV) et aux conclaves de 1559 (élection de Pie IV), de 1565-1566 (élection de Pie V), de 1572  (élection de Grégoire XIII), de 1585 (élection de Sixte V), au premier conclave de 1590 (élection d'Urbain VII), au deuxième conclave de 1590 (élection de Grégoire XIV), au conclave de 1591 (élection d'Innocent IX) et au conclave de 1592 (élection de Clément VIII). 
Girolamo Simoncelli est cardinal protoprêtre à partir de 1598 et est vice-doyen du Collège des cardinaux à partir de 1603.